# Ficus gryllus
Ficus gryllus är en mullbärsväxtart som beskrevs av Edred John Henry Corner. Ficus gryllus ingår i släktet fikonsläktet, och familjen mullbärsväxter. Inga underarter finns listade i Catalogue of Life.